# Калачов, Николай Васильевич
Николай Васильевич Калачов (1819, Владимирская губерния — 1885, Саратовская губерния) — русский юрист, историк, археограф, архивист, писатель, профессор истории русского права, действительный член Санкт-Петербургской академии наук, сенатор, издатель журнала «Юридический вестник (СПб)» и редактор журнала «Юридический вестник (Москва)».

## Биография

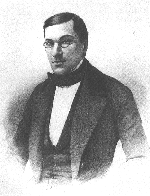
Н. В. Калачов

Происходил из дворян. Родился 26 мая (7 июня) 1819 года во Владимирской губернии; по одним сведениям в селе Алексино Юрьевского уезда; по другим сведениям — в сельце Вески того же уезда, где по утверждению Словаря Половцова он и провёл своё детство.
С 1831 года обучался в пансионе Чермака, затем — в Московском дворянском институте (1833—1836) и на юридическом факультете Московского университета (1836—1840).
Начал службу в Археографической комиссии при Петербургской Академии наук, но вскоре вышел в отставку и несколько лет хозяйничал в родовом поместье. В 1846 году вернулся в Москву и занял должность библиотекаря в Московском главном архиве Министерства иностранных дел. В том же году после защиты магистерской диссертации вновь получил должность в петербургской археографической комиссии (с условием постоянной работы в Москве).
Одновременно, с 1848 года, после отставки К. Д. Кавелина — экстраординарный профессор кафедры истории русского законодательства в Московском университете.
После назначения в 1851 году членом Археографической комиссии, оставаясь на службе в Московском университете, находился в длительной археографической экспедиции (1852—1854), в ходе которой обследовались в поисках древних юридических документов монастырские и частные архивы в Орловской, Владимирской, Саратовской, Самарской, Тамбовской и Рязанской губерниях. С 1857 года поселился в Санкт-Петербурге и, не прерывая службы в Археографической комиссии, начал работать во 2-м отделении Его величества императорской канцелярии, где ему было поручено редактирование 3-го издания гражданских законов.
В декабре 1858 года был избран членом-корреспондентом Академии наук по разряду историко-политических наук.
Впоследствии в качестве члена редакционной комиссии участвовал в подготовке юридических документов, которые закрепили крестьянскую реформу, затем — член и редактор комиссии по подготовке судебной реформы Александра II 1864 года.
По его ходатайству было построено двухэтажное здание для размещения Московского архива Министерства юстиции Российской империи (Большая Царская, ныне Большая Пироговская улица; теперь здесь располагается РГАДА); с 1865 года и до конца жизни был управляющим этим архивом. Одновременно был назначен «присутствовать в Правительствующем Сенате». В 1865 году Санкт-Петербургский университет присвоил ему звание доктора гражданского права. Почётный член Московского (1865) и Санкт-Петербургского (1869) университетов.
В 1873—1880 годах возглавлял временную комиссию об устройстве архивов, созданную при Министерстве образования. Был организатором создания (1877) и первым директором Петербургского археологического института, начал издание при институте журнала «Сборник Археологического института» (с 1885 года — «Вестник археологии и истории»).
Издатель в 1860—1864 и 1867—1870 годах журнала «Юридический вестник (СПб)» и первый редактор юридического журнала «Юридический вестник» (Москва).
В 1866—1869 годах — председатель Общества любителей российской словесности.
В 1881—1884 годах был гласным Московской городской думы
Лично инициировал принятие в 1884 году решения о формировании в Российской империи сети губернских исторических архивов и губернских ученых архивных комиссий, опубликовал ряд работ по теории и практике архивного дела. Стремился к созданию сети центральных и местных архивов, заботился о сохранности документов и пытался сделать их достоянием широких кругов исследователей.
Н. В. Калачов — один из самых авторитетных историков и правоведов Российской империи, в своё время много сделавший для пробуждения гражданской активности и самоорганизации русских юристов. Организовал в Санкт-Петербурге кружок молодых юристов для совместного изучения и обсуждения актуальных практических вопросов судопроизводства, был одним из основателей и первым председателем Московского юридического общества, инициатором проведения и председателем 1-го съезда русских юристов в Москве в 1875 году. В апреле 1883 года был избран ординарным академиком Санкт-Петербургской академии наук по историко-филологическому отделению (русская история).
Н. В. Калачов умер в своем имении Волхонщина Сердобского уезда Саратовской губернии 25 октября (6 ноября) 1885 года.

## Научная деятельность
В историко-юридическую науку вошёл прежде всего как автор классических исследований «Русской правды», «Мерила праведного», «Кормчих» и др. памятников русского права. Защищенную в начале своей научной карьеры диссертацию «Предварительные юридические сведения для полного объяснения Русской правды» совершенствовал в течение всей жизни и в 1880 опубликовал новым, значительно уточненным и вдвое большим по объёму изданием.
Его археографический труд «Текст Русской правды на основании четырёх списков разных редакций» выдержала в 1846—1888 гг — четыре переиздания.
Был редактором и составителем ряда многотомных археографических изданий, содержащих уникальные публично-правовые и частно-правовые документы, в том числе:
- «Архив историко-юридических сведений о России» (кн. 1-3, М., 1850-61);
- «Архив исторических и практических сведений, относящихся до России» (кн. 1-6, СПб., 1858-61; кн. 1-6, СПб., 1860-69),
- «Акты, относящиеся к юридическому быту Древней России» (т. 1-3, СПб., 1857-84),
- «Дополнения к актам историческим» (т. 7-9, СПб., 1859-75),
- «Писцовые книги Московского государства» (т. 1, кн. 1 — 2, СПб., 1872-77),
- «Доклады и приговоры, состоявшиеся в Правительствующим Сенате в царствование Петра Великого» (т. 1-2, кн. 1-3, СПб., 1882-83),
- «Материалы для истории русского дворянства» (вып. 1-3, СПб., 1885-86) и др.

Исследователь артели, автор труда «Артели в древней и нынешней России» (1864).
По его инициативе было начато «Описание документов и бумаг, хранящихся в Московском архиве Министерства юстиции». Он внес значительный личный вклад в развитие исследований обычного права народов, проживающих в пределах границ Российской империи. Именно по его инициативе в ст. 130 Устава гражданского судопроизводства была внесена норма, которая впервые позволила применение судами обычного права. Программное значение имел его доклад об обычном праве на 1-м съезде русских юристов, в котором, в частности, предлагалось создать комиссию для сбора материалов обычного права. В феврале 1876 г. в отделении этнографии Российского географического общества по его инициативе и под его председательством была создана «Комиссия про народные юридические обычаи», ставшая главным организатором и координатором соответствующих исследований.